# Первый дивизион чемпионата мира по хоккею с шайбой среди юниорских команд 2026
Чемпионат мира по хоккею с шайбой среди юниорских команд 2026 года в I-м дивизионе — предстоящее спортивное соревнование под эгидой ИИХФ, игры которого пройдут в группе А в польском городе Крыница-Здруй с 18 по 24 апреля и в группе В в столице Эстонии Таллине с 25 апреля по 1 мая.

## Регламент
По итогам турнира в группе А: команда, занявшая первое место, получает право играть в ТОП-дивизионе чемпионата мира 2027 года, а команда, занявшая последнее место, переходит в группу B.
По итогам турнира в группе B: команда, занявшая первое место, получает право играть в группе А, а команда, занявшая последнее место, переходит в группу A второго дивизиона чемпионата мира 2027 года.

## Итоги
Группа A
- Сборная  вышла в ТОП-дивизион.
- Сборная  вылетела в группу В первого дивизиона.

Группа B
- Сборная  вышла в группу А первого дивизиона.
- Сборная  вылетела в группу A второго дивизиона.

## Участвующие команды
В чемпионате должны будут принять участие 12 национальных команд — десять из Европы и две — из Азии. Сборные Швейцарии пришла из топ-дивизиона 2025 года и  Италии перешла из второго дивизиона, остальные — с турнира первого дивизиона 2025 года.

### Группа А
| Сборная   | Квалификация                                                                          |
| --------- | ------------------------------------------------------------------------------------- |
| Швейцария | Заняла 10-е место топ-дивизионе в 2025 году и вылетела оттуда                         |
| Украина   | Заняла 2-е место в группе А первого дивизиона в 2025 году                             |
| Казахстан | Заняла 3-е место в группе А первого дивизиона в 2025 году                             |
| Словения  | Заняла 4-е место в группе А первого дивизиона в 2025 году                             |
| Венгрия   | Заняла 5-е место в группе А первого дивизиона в 2025 году                             |
| Польша    | Хозяева, заняла 1-е место в группе B первого дивизиона в 2025 году и поднялась оттуда |

### Группа В
| Сборная          | Квалификация                                                                 |
| ---------------- | ---------------------------------------------------------------------------- |
| Австрия          | Заняла 6-е место в группе А первого дивизиона в 2025 году и вылетела оттуда  |
| Литва            | Заняла 2-е место в группе B первого дивизиона в 2025 году                    |
| Республика Корея | Заняла 3-е место в группе B первого дивизиона в 2025 году                    |
| Франция          | Заняла 4-е место в группе B первого дивизиона в 2025 году                    |
| Эстония          | Хозяева, заняла 5-е место в группе B первого дивизиона в 2025 году           |
| Италия           | Заняла 1-е место в группе А второго дивизиона в 2025 году и поднялась оттуда |